# Desselbrunn
Desselbrunn ist eine Gemeinde in Oberösterreich im Bezirk Vöcklabruck im Hausruckviertel mit 1942 Einwohnern (Stand 1. Jänner 2024). Die Gemeinde liegt im Gerichtsbezirk Vöcklabruck.

## Geografie
Desselbrunn liegt zwischen den Flüssen Ager im Nordwesten, Aurach im Westen und Traun im Osten auf Schotterterrassen aus den Eiszeiten. Dieses flache Gebiet liegt zwischen 455 Meter über dem Meeresniveau im Süden und 410 Meter im Norden. Die Flüsse haben steile Ufer und liegen rund 30 Meter tiefer. Die Ausdehnung beträgt von Nord nach Süd 5,8 und von West nach Ost 6,2 Kilometer.
Die Gesamtfläche beträgt 17 Quadratkilometer. Davon werden zwei Drittel landwirtschaftlich genutzt, vier Prozent sind Gärten und 22 Prozent sind bewaldet.

### Gemeindegliederung
Das Gemeindegebiet umfasst folgende 17 Ortschaften (in Klammern Einwohnerzahl Stand 1. Jänner 2024):
- Berg (15)
- Brauching (30)
- Bubenland (117)
- Desselbrunn (436)
- Deutenham (94)
- Edt (16)
- Fallholz (248)
- Feldham (28)
- Haus (22)
- Hofstätten (10)
- Hub (34)
- Oberhaidach (13)
- Sicking (208)
- Traunwang (75)
- Unterhaidach (27)
- Viecht (303)
- Windern (266)

Die Gemeinde besteht aus den Katastralgemeinden Desselbrunn und Windern.

### Nachbargemeinden
| Redlham          | Rüstorf                                     | Roitham am Traunfall (GM) |
| Attnang-Puchheim | Kompassrose, die auf Nachbargemeinden zeigt | Laakirchen (GM)           |
| Regau            | Ohlsdorf (GM)                               |                           |

## Geschichte

### Frühe Geschichte
Bereits in der Zeit der Römischen Herrschaft, als das Gebiet Teil der Provinz Noricum war, führte eine Straße durch Desselbrunn. In einer ersten Siedlungsphase ab 700 wurden von den Bayern die Siedlungen Sicking, Deutenham und Desselbrunn errichtet. Zweihundert Jahre später wurden Feldham, Viecht, Windern und Brauching gegründet, erst nach dem Jahr 1000 folgten Haidach, Bubenland, Haus und Hub. Die erste urkundliche Erwähnung eines Ortes stammt aus 1130, als Vieht (Viecht) genannt wird. Desselbrunn wird erstmals 1185 in der Admonter Traditionsnotiz erwähnt. Zu diesem Zeitpunkt gab es hier bereits eine Seelsorgestation. Im Jahr 1370 wird Desselbrunn eine Filialpfarre von Schwanenstadt, 1490 erfolgt der Bau der spätgotischen, heute noch bestehenden Kirche.

### Schloss Windern

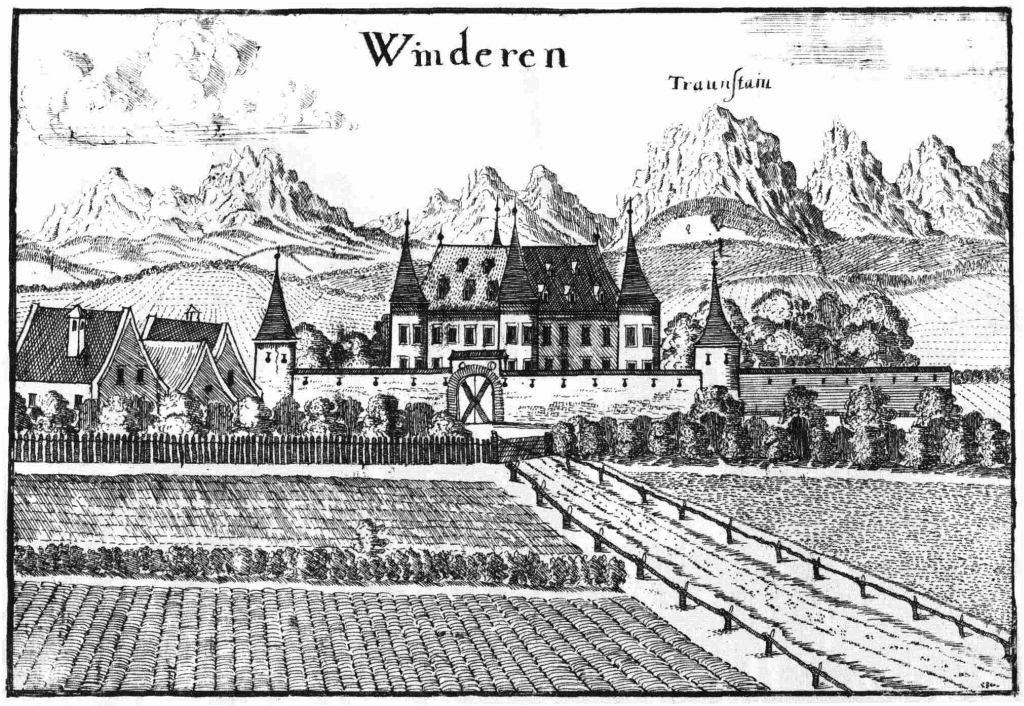
Schloss Windern nach einem Stich von Georg Matthäus Vischer von 1674.

Schon im Jahr 1185 scheint in Zusammenhang mit einem Gerloch von Viecht der Ort Windarin erstmals auf. Als landesfürstliches Lehen wird es 1395 mit Kolman von Windnär bezeichnet. Das Gut wechselte mehrfach den Besitzer, bis es 1605 Anna Maria von Polheim kaufte. Die Familie Polheim errichtete das Schloss Windern, verkauften es aber bereits 1628 an den bayrischen Statthalter Graf Adam von Herberstorff. Wieder wechselte das Anwesen mehrfach den Eigentümer, bis es 1745 Franz Xaver Pocksteiner von Wolfenbach erwarb. Damals hatte die Herrschaft 115 Untertanen. Die Pocksteiner vergrößerten das Schloss und errichteten 1769 die Schlosskapelle. 1817 brannte das Gebäude ab. Es wurde aber rasch wieder aufgebaut. Im Jahr 1920 gelangte das kleine Schloss mit sieben Türmen durch Heirat an den Reichsfreiherrn Buttlar zu Brandenfels. Im Zweiten Weltkrieg beschlagnahmte die Nationalsozialistische Volkswohlfahrt das Gebäude und errichtete hier ein „Fremdvölkisches Kinderheim“, das als Ausländerkinder-Pflegestätte fungierte. Hier waren Kinder von Zwangsarbeiterinnen untergebracht. Nach dem Krieg wurde Schloss Windern wieder an die rechtmäßigen Besitzer zurückgegeben und von diesen 1978 verkauft. Das Schloss ist heute in Privatbesitz.

### Jüngere Geschichte
Im Jahr 1760 wird erstmals über einen Unterricht in Desselbrunn berichtet. Der erste namentlich bekannte Lehrer war 1770 Klaudius Bayer. 1784 wird Desselbrunn zur Pfarre erhoben. Im Jahr 1834 entsteht der Franziszeischer Kataster für Desselbrunn und Windern. 1875 werden Desselbrunn und Windern zur „Ortsgemeinde Desselbrunn“ zusammengeschlossen. In den Jahren 1919 bis 1922 wird der elektrische Strom in der Gemeinde eingeleitet, 1957 bis 1964 erfolgt der Neubau der Pfarrkirche.
Die Gemeinde war bis Ende 2004 Teil des Gerichtsbezirks Schwanenstadt und wurde per 1. Jänner 2005 Teil des Gerichtsbezirks Vöcklabruck.

## Kultur und Sehenswürdigkeiten

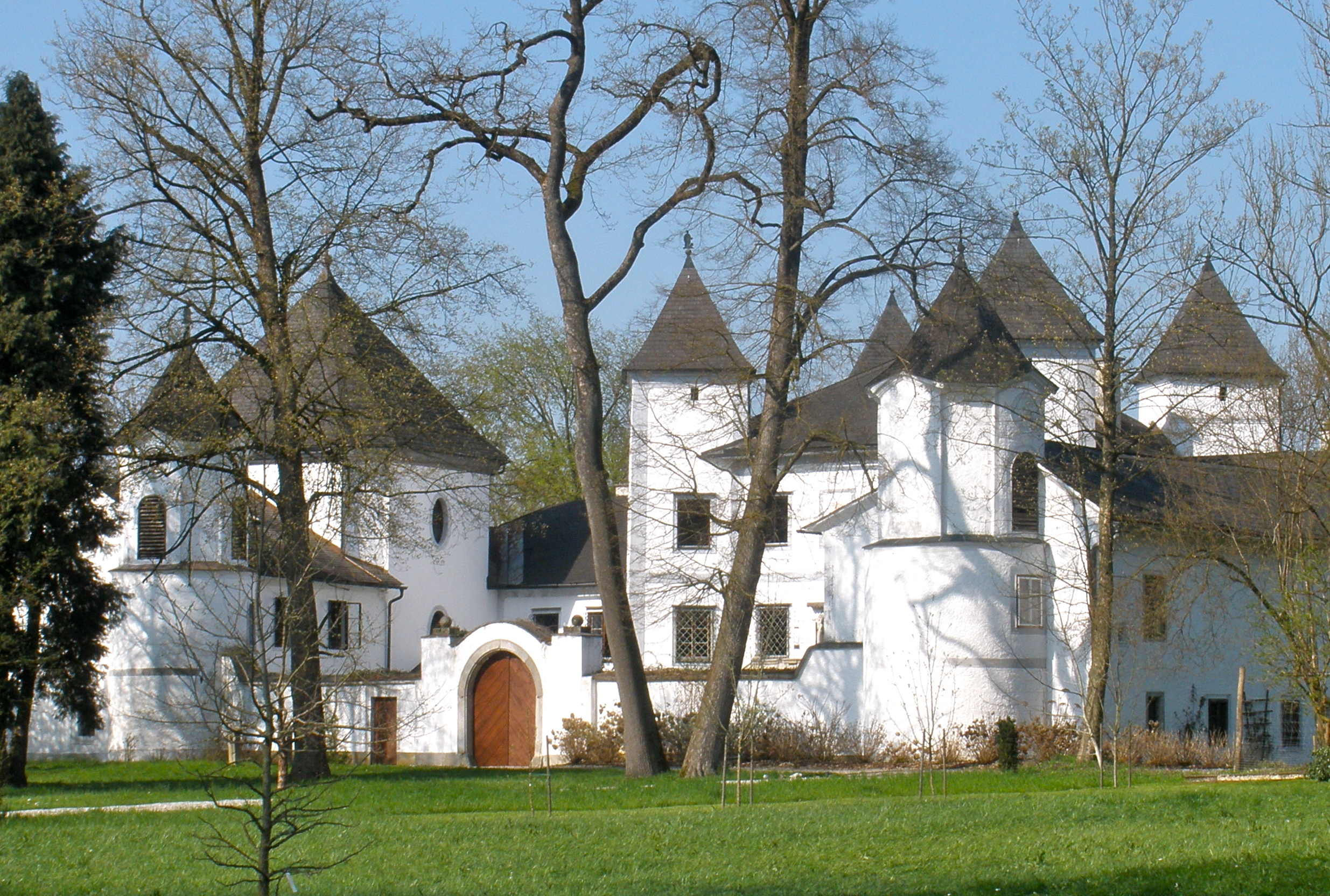
Schloss Windern

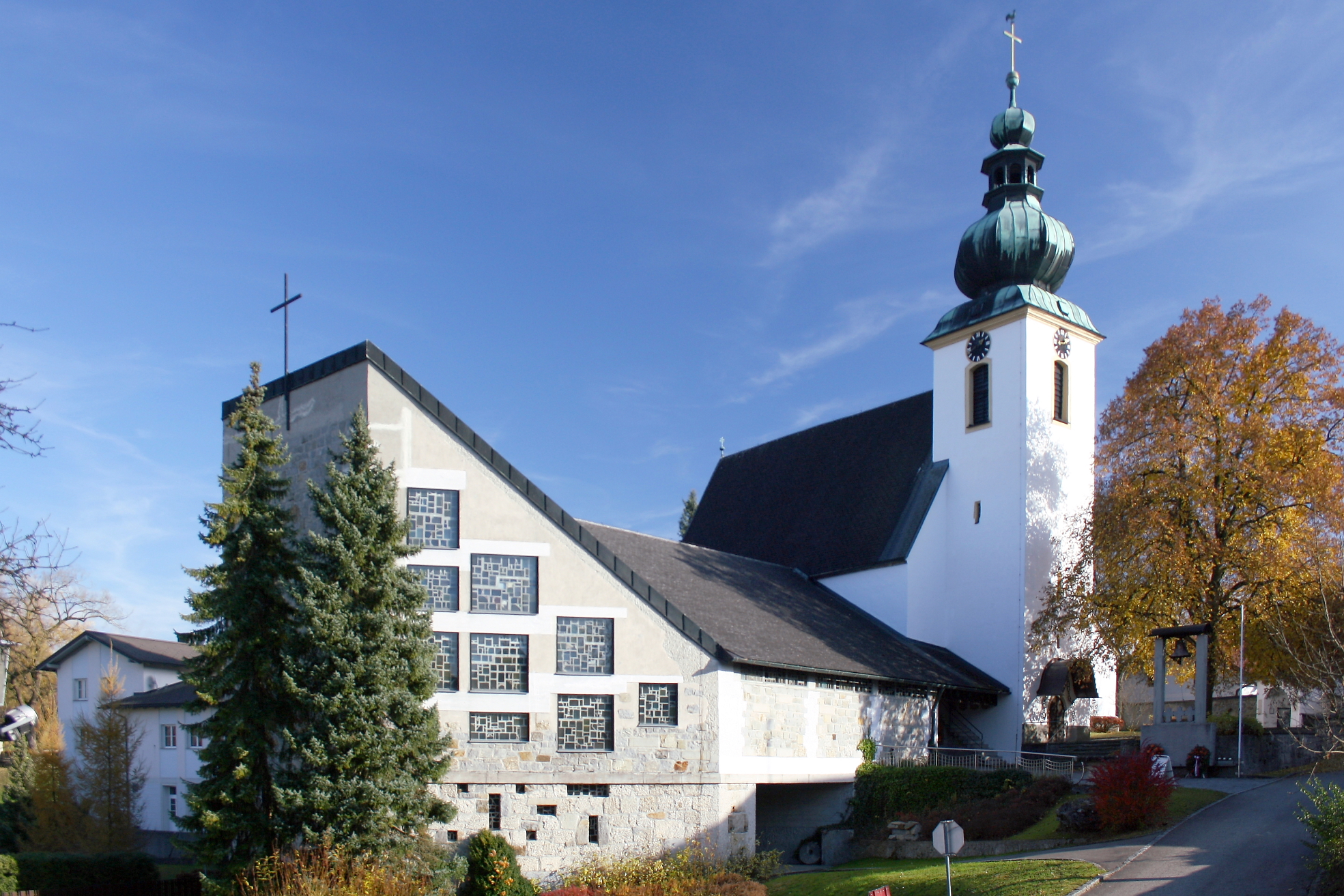
Pfarrkirche Desselbrunn

- Schloss Windern: Eine mit zwei Rundtürmen bewehrte hohe Mauer umschließt das Vierturm-Schloss mit schönem Säulenportal. Der im 16. und 17. Jahrhundert entstandene Besitz der Grienthaler, Moser und Polheimer – kurze Zeit auch in der Hand des Adam Graf von Herberstorff – ist nach einem Brand 1817 erneuert worden. Die Schlosskapelle zum Hl. Nepomuk-Gemälde von Bartolomeo Altomonte, 1769, besitzt drei Rokokoaltäre und Ausstattung aus der Erbauungszeit. Seit 1888 wurde Windern durch die Freiherrn von Gagern in gutem Zustand erhalten.
- Katholische Pfarrkirche Desselbrunn hl. Leonhard: Die alte Pfarrkirche ist ein spätgotischer Sakralbau mit einem mächtigen Turm, dessen Zwiebeldach in der Barockzeit aufgesetzt wurde. Der zweigeschoßige Hochaltar wurde 1802 vom Lambacher Bildhauer Joachim Ertl errichtet.
- Traunfall

## Wirtschaft und Infrastruktur

### Wirtschaftssektoren
Von den 61 landwirtschaftlichen Betrieben des Jahres 2010 wurden 29 im Haupt- und 32 im Nebenerwerb geführt. Die Haupterwerbsbauern bewirtschafteten zwei Drittel der Flächen. Im Produktionssektor arbeiteten 18 Erwerbstätige im Bereich Warenherstellung, zwölf in der Bauwirtschaft und einer in der Energieversorgung. Die größten Arbeitgeber des Dienstleistungssektors waren die Bereiche Verkehr (140), Handel (40), soziale und öffentliche Dienste (27) und freiberufliche Dienstleistungen (25 Mitarbeiter).
| Wirtschaftssektor            | Anzahl Betriebe | Anzahl Betriebe | Erwerbstätige | Erwerbstätige |
| Wirtschaftssektor            | 2011            | 2001            | 2011          | 2001          |
| ---------------------------- | --------------- | --------------- | ------------- | ------------- |
| Land- und Forstwirtschaft 1) | 61              | 73              | 65            | 63            |
| Produktion                   | 11              | 10              | 31            | 31            |
| Dienstleistung               | 63              | 37              | 260           | 143           |

1) Betriebe mit Fläche in den Jahren 2010 und 1999
| Im Jahr 2011 lebten 880 Erwerbstätige in Desselbrunn. Davon arbeiteten 164 in der Gemeinde, mehr als achtzig Prozent pendelten aus. 192 Menschen aus der Umgebung kamen zur Arbeit nach Desselbrunn. - Bahn: Der nächste Bahnhof Attnang-Puchheim ist fünf Kilometer entfernt. - Straße: Die West Autobahn A1 verläuft am südöstlichen Rand der Gemeinde. | Hier fehlt eine Grafik, die leider im Moment aus technischen Gründen nicht angezeigt werden kann. Wir arbeiten daran! |

## Politik

### Gemeinderat
Der Gemeinderat hat 19 Mitglieder.
- Mit den Gemeinderats- und Bürgermeisterwahlen in Oberösterreich 1997 hatte der Gemeinderat folgende Verteilung: 10 ÖVP, 6 SPÖ und 3 FPÖ.
- Mit den Gemeinderats- und Bürgermeisterwahlen in Oberösterreich 2003 hatte der Gemeinderat folgende Verteilung: 10 ÖVP und 9 SPÖ.
- Mit den Gemeinderats- und Bürgermeisterwahlen in Oberösterreich 2009 hatte der Gemeinderat folgende Verteilung: 9 ÖVP, 7 SPÖ und 3 FPÖ.
- Mit den Gemeinderats- und Bürgermeisterwahlen in Oberösterreich 2015 hatte der Gemeinderat folgende Verteilung: 8 ÖVP, 7 SPÖ und 4 FPÖ.
- Mit den Gemeinderats- und Bürgermeisterwahlen in Oberösterreich 2021 hat der Gemeinderat folgende Verteilung: 10 ÖVP, 6 SPÖ und 3 FPÖ.[11]

### Bürgermeister
Bürgermeister seit 1850 waren:
- 1850–1855 Michael Gattinger
- 1955–1862 Martin Kubinger
- 1862–1866 Michael Gattinger
- 1866–1867 Martin Kubinger
- 1867–1870 Mathias Resch
- 1870–1873 Gottlieb Berger
- 1873–1876 Josef Kleemaier
- 1876–1879 Josef Ledemer
- 1879–1882 Mathias Kemptner
- 1882–1885 Johann Burgstaller
- 1885–1894 Johann Parzer
- 1894–1900 Josef Enichlmair
- 1900–1903 Leopold Pabst
- 1903–1906 Josef Huemer
- 1906–1906 Mathias Hüthmair
- 1906–1912 Matthäus Resch
- 1912–1919 Franz Reiter
- 1919–1926 Johann Hüthmair
- 1926–1929 Mathias Schobesberger
- 1929–1938 Johann Huemer
- 1938–1945 Karl Moshammer
- 1945–1949 Johann Huemer
- 1949–1967 Rudolf Zimmer
- 1967–1979 Alois Sammer (SPÖ)
- 1979–1996 Maximilian Raffelsberger
- 1996–2008 Anton Stiegler
- 2008–2021 Ulrike Hille (ÖVP)[13]
- seit 2021 Michael Hochleitner (ÖVP)

### Wappen
Blasonierung: Zwischen zwei je dreimal von innen nach außen von Silber und Blau gespaltenen, oben auswärts gebogenen Flanken in Grün über einem silbernen, gequaderten und blau gefüllten Brunnen ein goldenes Hufeisen. Die Gemeindefarben sind Blau-Gelb-Grün.
Der Brunnen im 1985 verliehenen Gemeindewappen steht für den Ortsnamen und die Gründungslegende, das Hufeisen verweist auf den seit 1946 alljährlich im November zu Ehren des Pfarrpatrons abgehaltenen Leonhardiritt. Die beiden silber-blauen Flanken symbolisieren die Lage des Gemeindegebietes zwischen Ager und Traun.

## Persönlichkeiten

### Söhne und Töchter der Gemeinde
- Leopold Schaschko (1880–1952), Politiker (DNSAP, NSDAP) und Bundesbahnbeamter
- Karl Dopf (1883–1968), Journalist und Autor
- Rudolf Habringer (* 1960), Schriftsteller
- Lukas Prielinger (* 1993), Musiker, Schlagzeuger der Band We Blame the Empire